# Park Narodowy Chư Yang Sin
Park narodowy Chư Yang Sin (wiet. Vườn quốc gia Chư Yang Sin) – park narodowy w prowincji Đăk Lăk w Wietnamie, położony ok. 60 km na południowy wschód od miasta Buôn Ma Thuột.
Park zajmuje obszar o powierzchni 589,47 km² i położony jest na płaskowyżu Đăk Lăk. Obejmuje on część Gór Annamskich i jeden z ich najwyższych szczytów – Chư Yang Sin, który wznosi się na wysokość 2442 m. Park zamieszkuje 46 gatunków ssaków. Park spełnia ważną rolę w ochronie rzadkich gatunków ptaków takich jak wieloszpon wietnamski (Polyplectron germaini), plamiak szarogłowy (Crocias langbianis; gatunek endemiczny dla płaskowyżu Đà Lạt), sójkowiec kapturowy (Garrulax milleti), czy sójkowiec białosterny (Garrulax vassali).